# Signe de vie
Signe de vie (titre original : Sinal de Vida) est un roman du journaliste et écrivain portugais José Rodrigues dos Santos. Initialement édité en 2017, il est paru en France en 2018. Il s'agit à la fois d'un thriller et d'un livre de science-fiction.

## Résumé
Un observatoire astronomique capte une émission étrange venue de l'espace, rapidement analysé comme un nouveau signal « Wow! » et identifié comme un signe de vie extraterrestre. Le gouvernement américain et l'ONU en sont immédiatement informés. Un objet se dirige vers la Terre.
Tomás Noronha, le célèbre cryptanalyste, est recruté pour faire partie de l’équipe d’astronautes envoyé à la rencontre de l'objet.

## Influences, et thèmes similaires

### Cinématographique
- Le film Premier contact de 2016.

### Littéraire

#### Thèses
- Vincent Boqueho, La vie, ailleurs ?, Paris, Dunod, 2011, 255 p. (ISBN 978-2-10-055862-9)

#### Science-fiction
- Livres de Bogdanoff (le code secret de l'univers, ...)